# Zork
Zork est une série de jeux vidéo d'aventure. La première version a été développée entre 1977 et 1979 par Tim Anderson, Marc Blank, Bruce Daniels, et Dave Lebling ; ces quatre étudiants du MIT venaient de découvrir Colossal Cave Adventure et ont voulu développer leur propre jeu.
Pendant une courte période, de fin 1977 à 1978, la première version du jeu s'est appelée Dungeon.

## Univers
Géographiquement, le monde de Zork est un empire souterrain bien en dessous de la surface ; il est divisé en trois : le Continent Occidental, l'île d'Antharia, le Continent Oriental.
L'ambiance générale, esthétiquement proche du style steampunk, mélange parodie et sérieux : le comique provient des noms déformés, des jeux de mots, ou des aspects loufoques de l'histoire ou des personnages ; l'aspect rigoureux nait de la cohérence générale de cet univers. Ainsi, on trouve pêle-mêle :
- une monnaie, le zorkmid (zm), et ses subdivisions (1 zorkmid = 10 zorkles = 100 zorkies) ;
- une devise, In Frobs We Trust ;
- des journaux, dont le New Zorker ;
- des habitudes de vie régulières (un concert se termine obligatoirement par un coup de fanfare zorkienne) ;
- des religions, comme le Zorkrastriasnisme (ici, le « prophète » Yoruk s'est fait révéler les mystères du cosmos par un diable) ou le culte Brogmoïde ;
- au moins un conglomérat industriel, FrobozzCo International ;
- des autorités de gouvernement bien établies (guilde des enchanteurs, grand inquisiteur...) ;
- une encyclopédie appelée Encyclopedia Frobozzica[1] ;
- etc.

## Historique
La première version a été développée en langage MDL (MicroStation Development Language) sur un PDP-10. Marc Blank, Bruce Daniels et Tim Anderson se sont plutôt chargé de la programmation, et Bruce Daniel s'est plutôt occupé des énigmes ; l'interpréteur syntaxique devait comprendre des phrases comme : « Open the door with the red key » ou « Kill the troll and the dwarf ».
Après quelques mois de travail, une première ébauche est diffusée sur Arpanet ; cette version beta n'est bien sûr pas aussi performante que la version finale et son scénario ne fait même pas la moitié de l'aventure, mais le jeu est déjà un succès et est porté sur d'autres plateformes.
Au fil des développements, l'interpréteur comprend des phrases plus compliquées ; le jeu contient des véhicules, des objets, des lieux, des culs-de-sac, des énigmes supplémentaires, des nains, des trolls, des voleurs, et même une grue monstrueuse qui menace les aventuriers s'aventurant dans les zones non éclairées… Un problème est survenu lors de l'ajout de la traversée d'une rivière : le bateau pour passer était à la fois un lieu et un objet, ce qui a entraîné de nombreuses modifications du programme et, par conséquent, de nombreux bugs.
Prêts à diffuser leur création, les auteurs ont souhaité rendre le jeu accessible au plus grand nombre. Confrontés aux faibles performances des machines de l'époque, les créateurs ont dû faire plusieurs choix importants : tout d'abord, ils ont développé une machine virtuelle (Z-machine) comprenant un langage spécifique à la syntaxe très compacte (ZIL, ou Zork Implementation Language) ; le jeu a également été raccourci (de nombreux lieux ont été supprimés, pour être réintégrés dans d'autres épisodes).
Les quatre créateurs fondent la société Infocom ; en décembre 1979, le jeu est édité par Personal Software (premier nom de VisiCorp) ; en 1980, le jeu est disponible sur presque toutes les plateformes de l'époque. Les premières critiques sont très encourageantes et le jeu se vendra à près d'un million d'exemplaires, ce qui est exceptionnel pour l'époque en raison du prix d'un ordinateur.
Le développement de Zork II commence…

## Liste des jeux

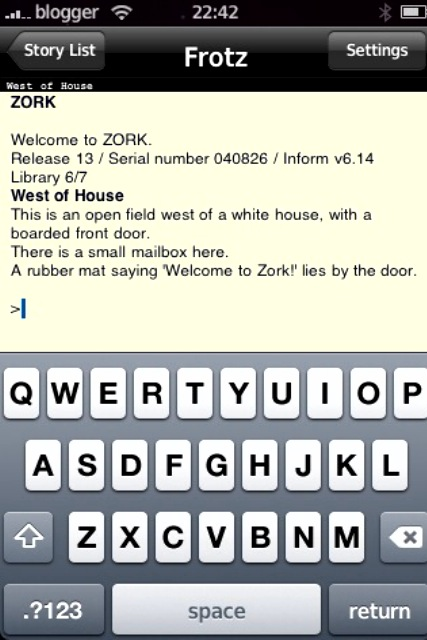
Premiers mots du jeu Zork I: The Great Underground Empire fonctionnant sur un iPhone.

- Fictions interactives publiées par Infocom faisant directement partie de la série
  - Zork I: The Great Underground Empire (1980)
  - Zork II: The Wizard of Frobozz (1981)
  - Zork III: The Dungeon Master (1982)
  - Beyond Zork (1987)
  - Zork Zero (1988)

- Fictions interactives publiées par Infocom reliées à la série
  - Série Enchanter
    - Enchanter (1983)
    - Sorcerer (1984)
    - Spellbreaker (1985)

  - Wishbringer (1985)
  - Série Zork Quest (jeux définis comme des interactive computer comic books)
    - Zork Quest: Assault on Egreth Castle (1988)
    - Zork Quest: The Crystal of Doom (1989)

- Jeux d'aventure publiés par Activision faisant directement partie de la série
  - Return to Zork (1993)
  - Zork Nemesis (1996)
  - Zork: Grand Inquisitor (1997)
  - Zork: The Undiscovered Underground (1997)

- Compilations publiées par Activision contenant des jeux « zorkiens »
  - The Lost Treasures of Infocom (en) (1991), avec 20 jeux (dont Zork I, Zork II, Zork III, Enchanter, Sorcerer, Spellbreaker, Beyond Zork, Zork Zero)
  - The Lost Treasures of Infocom 2 (1992) , avec plus d'une dizaine de jeux, dont Wishbringer
  - Classic Text Adventure Masterpieces of Infocom (1996), avec toutes les fictions interactives publiées par Infocom (dont Zork I, Zork II, Zork III, Enchanter, Sorcerer, Spellbreaker, Beyond Zork, Zork Zero, Wishbringer)
  - Call of Duty: Black Ops (2010), le jeu Zork est accessible via un code de triche sur un terminal caché dans le menu principal.

- Jeu sur navigateur développé par Jolt Online Gaming
  - Legends of Zork (de 2009 à 2011[2])

## Livres
Steven Eric Meretzky a écrit plusieurs livres fondés sur l'univers de Zork : The Forces of Krill (1983), The Malifestro Quest (1983), The Cavern of Doom (1983), et Conquest at Quendor (1984) ; ces volumes constituent les Zork books (en).
De plus, parmi les six autres livres qui constituent les Infocom Books, quatre sont également inspirés de l'univers de Zork : Wishbringer (Craig Shaw Gardner, 1988), Enchanter (Robin Wayne Bailey, 1989), The Zork Chronicles (George Alec Effinger, 1990), The Lost City of Zork (Robin Wayne Bailey, 1991).

## Clins d'œil
Dans le jeu Call of Duty: Black Ops, il est possible de jouer à Zork en tapant dans l'ordinateur du menu principal.